# Kōsuke Uchida
Kōsuke Uchida (japanisch 内田 昂輔 Uchida Kōsuke; * 2. Oktober 1987 in Kyoto) ist ein japanischer Fußballspieler auf der Position eines Mittelfeldspielers.

## Karriere
Uchida erlernte das Fußballspielen in der Schulmannschaft der Takigawa Daini High School und der Universitätsmannschaft der Ritsumeikan-Universität. Seinen ersten Vertrag unterschrieb er 2010 bei Ōita Trinita. Der Verein spielte in der zweithöchsten Liga des Landes, der J2 League. Für den Verein absolvierte er 19 Ligaspiele. 2012 wechselte er zum Drittligisten FC Ryūkyū. Danach spielte er bei FK Grbalj Radanovići, FK Bokelj Kotor, Deutschlandsberger SC, Lanexang United FC, Budaiya Club, Persela Lamongan, Yangon United und PS Barito Putera. Bei Barito stand er bis Ende 2019 unter Vertrag. Vom 1. Januar 2020 bis 11. Juni 2020 war er vertrags- und vereinslos. Master 7 FC, ein Erstligist aus Kambodscha, nahm ihn für den Rest des Jahres unter Vertrag. Anfang Januar 2021 verpflichtete ihn der ebenfalls in der ersten Liga spielende Angkor Tiger FC.